# Harry Kaiser
Harry Kaiser va ser un ciclista estatunidenc que va córrer a principis del segle xx. Es va especialitzar en proves de velocitat, on va guanyar la medalla de plata al Campionat del món en categoria amateur de 1912, darrere de Donald McDougall.
Un cop com a professional, va participar en nombroses curses de sis dies.

## Palmarès
- 1914
  -  Campió dels Estats Units amateur en Velocitat
- 1920
  - 1r als Sis dies de Nova York (amb Ray Eaton)